# Smidtia laticauda
Smidtia laticauda är en tvåvingeart som först beskrevs av Louis-Paul Mesnil 1963.  Smidtia laticauda ingår i släktet Smidtia och familjen parasitflugor. Inga underarter finns listade i Catalogue of Life.